# Palazzo San Giorgio (La Spezia)
Il Palazzo San Giorgio si trova in via dei Colli al civico 9, a La Spezia ed è annoverato tra le più importanti architetture déco spezzine degli anni Venti del Novecento.

Costruito tra il 1925 e il 1927 su progetto dell’architetto Raffaello Bibbiani il palazzo è tra gli edifici di pregio architettonico della Liguria tutelati nel Catalogo Generale dei Beni Culturali. 

## Architettura
Collocato nel declivio tra la via dei Colli e la soprastante via XX Settembre, il palazzo presenta una pianta a Y, con la singolarità di poter distribuire ben cinque unità immobiliari per piano, grazie ad un articolato corpo scala. 

Il volume dell’edificio è disposto su di un corpo centrale più alto a sette piani e su altri due corpi laterali più bassi a cinque piani.
Gli esterni sono mossi dal volume di bovindi e da un ricco apparato decorativo che rappresenta la più consistente testimonianza del valore plastico dell’opera di Augusto Magli, lo scultore che ha affiancato Bibbiani nella definizione di tutto l’apparato decorativo di facciata e che ne ha anche predisposto la realizzazione.
In sostituzione della pietra, il conglomerato edilizio è qui usato per le sculture, i fregi, le decorazioni, le paraste e per le statue che coronano le coperture.

## L’apparato scultoreo
La qualità e la ricchezza dell’apparato decorativo eseguito dal Magli per palazzo San Giorgio sono uniche nel panorama spezzino, in quanto uniscono riferimenti classicheggianti, quali le figure del fregio o le sculture a tutto tondo, ad elementi tipici dell'art déco, anche detto stile 1925, quali la piramide a gradoni e il vaso di fiori stilizzato. 
Particolarmente pregevoli inoltre sono le statue muliebri neo michelangiolesche, collocate alla sommità delle coperture su piedistalli a gradoni, che connotano inequivocabilmente l’edificio nel panorama della zona.